# Choo Kyung-ho
Choo Kyung-ho (tiếng Hàn: 추경호, sinh ngày 29 tháng 7 năm 1960) là một nhà kinh tế và chính trị gia người Hàn Quốc. Ông là Phó Thủ tướng kiêm Bộ trưởng Kinh tế và Tài chính dưới chính phủ Yoon Suk-yeol. Ông giữ chức vụ Đại biểu Quốc hội Dalseong từ năm 2016.
Trước khi tham gia Quốc hội, ông từng là Thứ trưởng thứ nhất Bộ Kinh tế và Tài chính, cũng như Bộ trưởng Điều phối Chính sách của Chính phủ dưới thời Tổng thống Park Geun-hye, và Phó Chủ tịch Ủy ban Dịch vụ Tài chính dưới thời Lee Myung-bak.

## Tiểu sử
Choo sinh ra ở Dalseong, Bắc Gyeongsang (nay thuộc Daegu) và theo học tại trường trung học Keisung. Ông theo học tại Đại học Hàn Quốc, và hoàn thành Cử nhân Quản trị Kinh doanh. Ông cũng lấy bằng thạc sĩ kinh tế tại Đại học Oregon, Hoa Kỳ. Ông đã kết hôn với Kim Hee-kyung và có 2 con gái.